# 小野砂織
小野 砂織（おの さおり、1975年9月27日 - ）は、日本の元タレントである。宮城県仙台市生まれ。

## 来歴・人物
1996年『神奈川クリニック STELLAR』レースクイーンを経て『旭化成水着キャンペーンモデル』（1997年）として、芸能界デビュー。その後TBSのバラエティ番組『ワンダフル』の第1期ワンギャルとしてなど、テレビのバラエティ番組に多数出演した。1999年（平成11年）には、写真集を発売したほか、ビデオシネマへも主演した。
2006年（平成18年）12月18日放送の『快感MAP』、2007年（平成19年）6月9日、8月13日放送の『独占!女だらけの60分 レディGO!』（いずれもテレビ朝日）に出演し、母親となり、東京表参道で美容サロンを運営していることが伝えられた。現在、「リオッサ」というコスメブランドをプロデュースしており、ショップチャンネルなどにブランドプロデューサーとして出演している。リオッサのブランド名は自らの名前「砂織」を逆さ読み（SAORI→RIOSA）にしたもの。また、経験者である旭化成キャンペーンモデルの選考委員も務めた。
2011年（平成23年）の東日本大震災発生時に、2歳下の弟を津波で亡くしている。

## 書籍

### 写真集
- EXPLOSION（1998年3月、斉木弘吉撮影、双葉工芸）ISBN 4894510480
- treasure（1999年2月、清水清太郎撮影、ワニブックス） ISBN 4847025229
- true love（2000年2月、清水清太郎撮影、ケイエスエス） ISBN 4877094512

### イメージビデオ
- 小野砂織 見ちゃダメ（1998年5月、笠倉出版社） ISBN 4773071133

## 主な出演作品
テレビ番組
- はぐれ刑事純情派 第10シリーズ 3話（1997年、テレビ朝日）
- Christmas FOOL（1997年、TBSテレビ）
- タモリ倶楽部 やじうま古新聞(明治編)（1998年、テレビ朝日）
- アフリカの夜（1999年、フジテレビ）
- シースルーナイト（1999年 - 2001年、東日本放送）

オリジナルビデオ
- Zero WOMAN 最後の指令（1998年）- 主演
- 暴行深夜バス ノンストップクレイジーツアー（2001年）
- 殺す女 女の犯罪ファイル（2001年）